# عمر مبانزا موسى روكوندو
عمر مبانزا موسى روكوندو (بالفرنسية: Omar Mbanza Mussa Rukundo)‏ المعروف باسم عمر موسى (ولد في 18 نوفمبر 1980) هو لاعب كرة قدم بوروندي دولي الذي يلعب في مركز المهاجم في نادي الدرجة السادسة البلجيكي فيلرييك من 2007. موسى لعب معظم مسيرته الرياضية في بلجيكا.

## المسيرة الرياضية
لعب معظم مسيرته الرياضية في بلجيكا وتحديدا في رويال أنتويرب وباترو إيسدن ماسميشلين وكونينكليجك ريسينغ كلوب ميتشيلين. كما لعب لفترة وجيزة في قطر لنادي الوكرة خلال عام 2004.

## الحياة الشخصية
ولد موسى في بوجومبورا عاصمة بوروندي لعائلة مسلمة وكان ابن جزار. فرت أسرته من البلد أثناء المصادمات العنيفة بين فصائل هوتو وتوتسي وانتقلت إلى الكونغو ومن هناك إلى بلجيكا.